# Castellarano
Castellarano ist eine italienische Gemeinde (comune) mit 15.241 Einwohnern (Stand 31. Dezember 2023) in der Provinz Reggio Emilia in der Emilia-Romagna. Die Gemeinde am Fluss Secchia grenzt an die Provinz Modena. Castellarano liegt etwa 20 Kilometer südwestlich von Modena und etwa 25 Kilometer südöstlich von Reggio nell’Emilia.

## Wirtschaft und Verkehr
Ein größerer Keramikbetrieb (Ariostea) hat hier ihren Sitz.
Durch den Ort führt die Strada Statale 486 von Sassuolo in den Apennin hinein.

## Gemeindepartnerschaften
Castellarano unterhält eine Partnerschaft mit der tschechischen Stadt Bruntál im Moravskoslezský kraj sowie mit der slowakischen Stadt Štúrovo an der Donau.

## In Castellarano geboren
- Rolando Rivi (1931–1945), Märtyrer und Seliger der römisch-katholischen Kirche
- Paolo Rabitti (* 1936), emeritierter Erzbischof von Ferrara-Comacchio